# Pietro Consagra
Pietro Consagra (né le 6 octobre 1920 à Mazara del Vallo - mort le 16 juillet 2005 à Milan) est un sculpteur italien connu pour ses sculptures de fer et de bronze principalement.

## Biographie
Pietro Consagra est né à Mazara del Vallo, une petite ville de la province de Trapani, dans la partie occidentale de la Sicile. Son père est un colporteur aux revenus suffisants pour le faire entrer à l'Accademia delle Belle Arti. Consagra déménage à Rome dans les années 1940 pour y fonder un groupe appelé "Forma" qui travaille sur l'art abstrait. Il est l'auteur d'un essai intitulé La Necessità della scultura (La nécessité de la sculpture) en 1952.
Son art commence à être largement connu à partir du milieu des années 1950 et a été exposé partout dans le monde, notamment à la Peggy Guggenheim Collection de Venise. Consagra gagne le Grand Prix de la sculpture à la Biennale de Venise de 1960. Ses travaux sont également présentés dans nombre de villes européennes dont Rome et Strasbourg.
Pendant les années 1980, Consagra revient en Sicile où il réalise un nombre important de sculptures, notamment des portes de fer représentant des « sculptures bidimensionnelles. » Avec le sénateur Ludovico Corrao, il crée un musée en plein air sur les ruines de Gibellina, détruite par le tremblement de terre de 1968. Trois de ses œuvres sont conservées au Museo Cantonale d'Arte de Lugano.
En 1980, il écrit une autobiographie intitulée Vita Mia (Ma vie), et publie en 1985 un recueil de poèmes intitulé Ci penso Amo.
Consagra est mort en juillet 2005 à Milan, et son dernier souhait fut d'être enterré dans le musée à ciel ouvert de Gibellina.